# Meritxell Budó
Meritxell Budó i Pla (Barcelona, 8 de marzo de 1969) es una política y farmacéutica española, actual alcaldesa de La Garriga desde junio de 2023. Previamente fue consejera de la Presidencia y portavoz de la Generalidad de Cataluña de 2019 a 2021.

## Biografía

### Formación y primeros años
Licenciada en farmacia y máster en industria farmacéutica; su trayectoria laboral ha estado vinculada durante diecisiete años ―de 1994 a 2011― a la industria farmacéutica veterinaria con responsabilidades de dirección técnica y de garantía de calidad. Desde los seis años vive en La Garriga.

### Política municipal
Afiliada a Convergencia Democrática de Cataluña en 2002, ejerció de alcaldesa de la Garriga entre 2007 y 2008. Volvió a convertirse en alcaldesa del municipio en 2011 gracias al apoyo de su propio partido, Convergencia Democrática de Cataluña (CDC) y de Esquerra Republicana de Cataluña (ERC).
En 2011 pasó a presidir también el Fondo Catalán de Cooperación, una red de 300 municipios que dedican parte de sus recursos a la cooperación para el desarrollo.
En 2017 fue en las listas de Junts per Catalunya por Barcelona a las elecciones al Parlamento de Cataluña de 2017.

### Miembro del Gobierno catalán (2019-2021)
El 24 de marzo del 2019 fue nombrada consejera de la Presidencia y portavoz del Govern en sustitución de Elsa Artadi, lo que le obligó a renunciar a la alcaldía de La Garriga y a ser de nuevo candidata a la misma en las elecciones municipales del 26 de mayo. Su principal valedor para acceder a su nuevo cargo ha sido Jordi Turull, uno de los acusados en el juicio a los líderes del proceso independentista catalán y con quien mantiene una amistad de años. Aunque no conoce mucho al presidente Quim Torra, mantiene una relación estrecha con el expresidente Carles Puigdemont, a quien conoció en 2008. Forma parte de su círculo de confianza y se ha reunido varias veces con él en Waterloo, como integrante del grupo dirigente del Consell per la República. Budó es también miembro de la Crida Nacional per la República, la  nueva organización independentista liderada por Puigdemont.
El 26 de mayo de 2021 cesó como consejera de Presidencia y portavoz al ser sustituida al frente de la conselleria por Laura Vilagrà. El cargo de portavoz del nuevo Govern de Pere Aragonès quedó vacante hasta el 1 de junio, fecha en la que fue nombrada para ese puesto Patrícia Plaja.